# Điển hôn
Điển hôn (còn gọi là Đáp Hỏa, Tựu Thê) là chế độ hôn nhân cổ ở Trung Quốc, nó bắt đầu manh nha từ thời Hán và thịnh hành ở thời nhà Nguyên. Điển hôn mang ý nghĩa là được thuê về để làm vợ, cuộc hôn nhân tạm thời trên hợp đồng chuộc thân. Người phụ nữ đóng vai trò là món hàng được cầm cố ở tiệm cầm đồ. Nếu có người đến trả tiền thì sẽ được "chuộc" ra rồi làm nghĩa vụ của một người vợ bình thường như chăm sóc gia đình, sinh con. Tuy nhiên, sau khi thực hiện nghĩa vụ với nhà chồng, họ sẽ tiếp tục bị mang đi cầm cố chờ người khác tới chuộc và lặp lại vòng lặp này mãi mãi.